# 막스 플랑크 협회

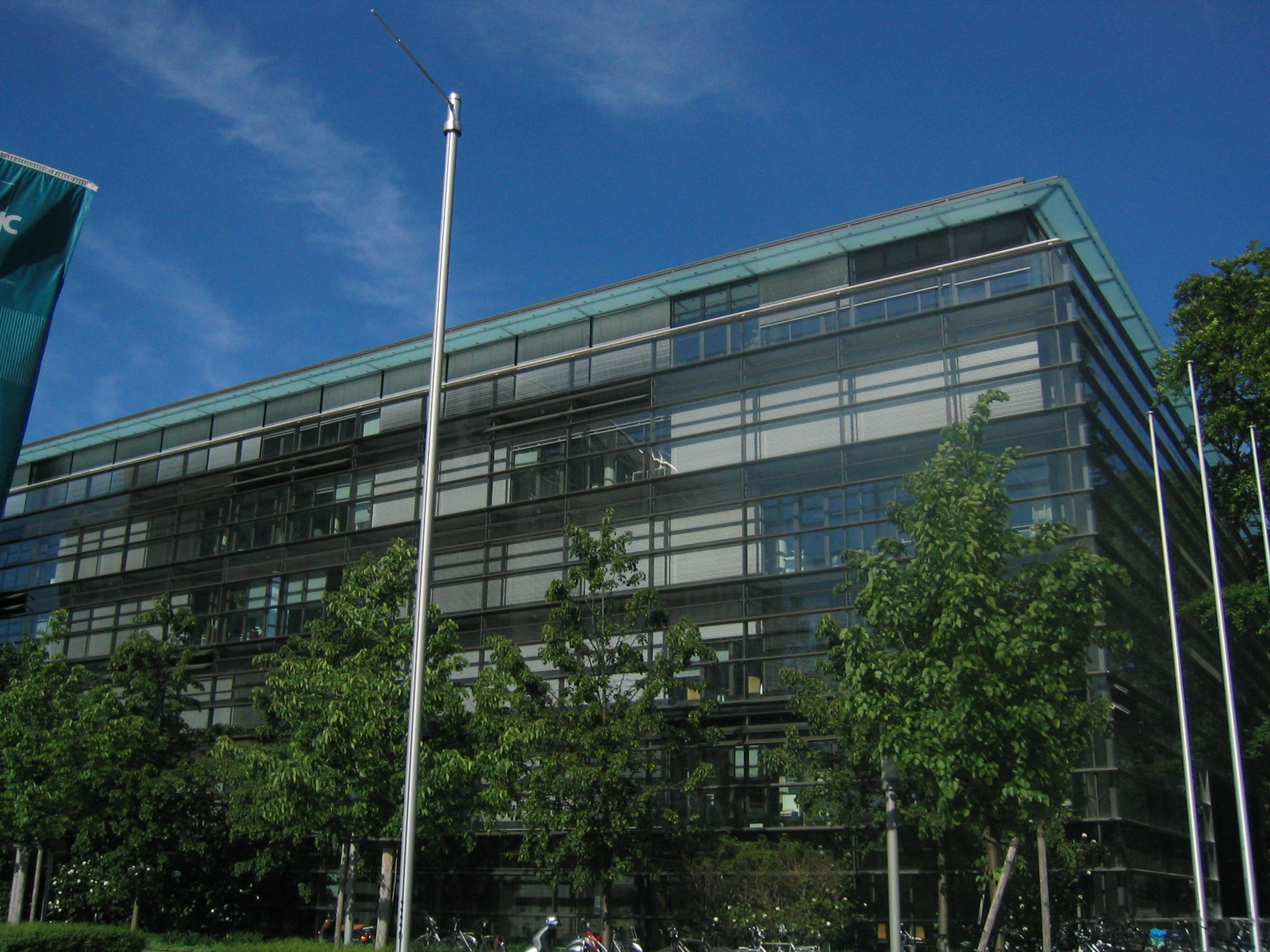
독일 뮌헨에 있는, 막스 플랑크 연구소의 행정 본부 건물 사진 (2006년 5월).

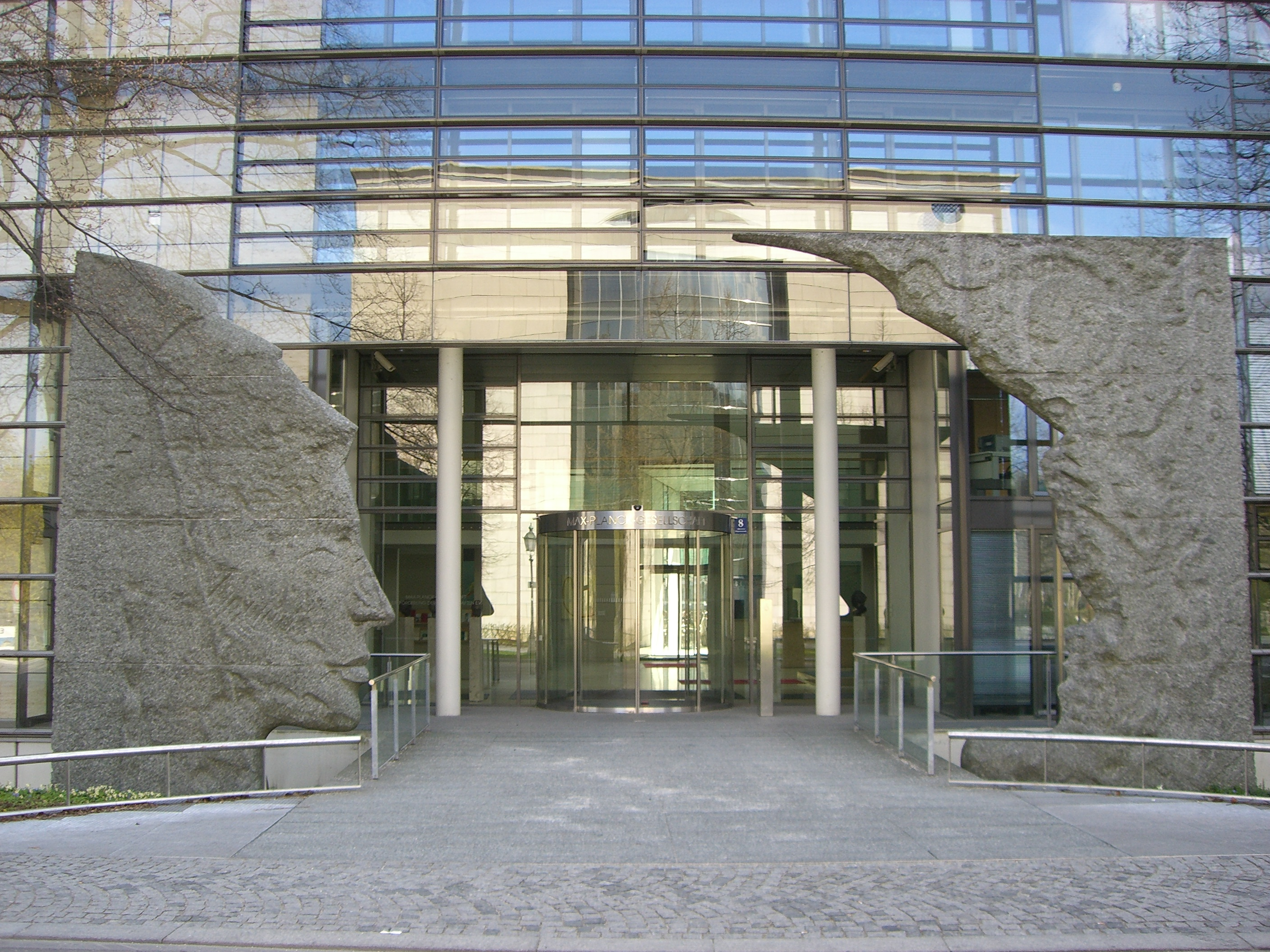
독일 뮌헨에 있는, 막스 플랑크 연구소의 행정 본부 건물 입구 사진.

막스 플랑크 협회(독일어: Max-Planck-Gesellschaft, 약자: MPG)는 독일의 과학 진흥을 목적으로 독일 내 여러 연구소를 관리 및 경영하는 독일 내 독립 비영리 연구 기관의 연합회로서 연방 정부와 주 정부로부터 자금 지원을 받아 운영하고 있다. 연구 기관의 이름은 독일 물리학자 막스 플랑크에서 가져왔다. 정식 명칭은 막스 플랑크 과학 진흥 협회(독일어: Max-Planck-Gesellschaft zur Förderung der Wissenschaften e. V.)이다. 여기서 e. V.는 독일 사회의 법이 인정하는 조직의 한 형태를 가리킨다. 협회는 베를린에 등록되어 있고, 행정 본부는 뮌헨에 있다.

## 역사
1911년, 카이저 빌헬름 학회가 설립되었으나 제2차 세계 대전으로 제대로 기능하지 못했다. 1948년 2월 26일, 카이저 빌헬름 학회 소속의 29개 연구소 중심으로 막스 플랑크 협회가 조직됐다. 2011년 현재 자연과학, 생명과학, 인문학 분야의 총 80개 연구소가 공익 증진을 위한 기초과학을 연구하고 있다. 특히 혁신적이거나 자금과 연구기간이 많이 소요되는 연구 분야를 중점적으로 지원하고 있다.

## 구성
막스 플랑크 협회는 약 80개의 연구 기관으로 이루어졌으며 일반적인 공공 관심에 관한 기초 연구를 수행한다. 조직은 이사장, 경영위원회(이사장, 부이사장, 감사, 평의원 2명), 본부, 평의회(평의원 32명), 총회, 과학심의회로 구성되어 있다. 또한 연구소에는 약 13,000 명의 영구 고용 직원과 4,700 명의 과학자와 11,000 명의 박사후 연구원과 박사과정 학생들 그리고 방문 연구원이 있다. 대부분의 운영자금은 연방정부와 16개 주정부가 지원한다. 2006년의 연구소의 예산은 약 14억 유로로 그중 84%는 주와 연방의 기금에서 나왔다.

## 기능
막스 플랑크 연구소는 연구의 우수성에 집중한다. 연구소 소속 과학자들은 그 전신인 카이저 빌헬름 연구소를 포함하여 노벨상을 무려 32개나 받았으며, 현재까지 단일기관으로서 세계 최다 노벨상 수상자를 배출하였다. 따라서, 독일에서는 일반적으로 최첨단 기초 연구 기관으로 여긴다. 또한, the Times Higher Education Supplement rankings에서 2006년까지만 이루어진 세계 연구소 평가에서 자연과학분야 세계 1위, 공학분야 세계 3위(1위 미국 AT&T, 2위 미국 아곤 국립 연구소)를 차지 하였다.
네트워크의 공적 기금을 사용하는 독일 연구 기관 중 특기할 만한 기관은 프라운호퍼 협회로 응용 연구를 수행하며 산업 협동에 집중한다. 그리고 헬름홀츠 협회는 독일의 국립 연구소의 네트워크이며 라이프니츠 과학협회는 기초에서 응용으로 연구를 수행하는 느슨한 네트워크이다.

## 새로운 연구소 설립
모든 막스 플랑크 연구소는 독립적인 주제를 연구하고 있다. 새로운 주제로 연구할 연구소가 필요하게 되면 외부 전문가들과 내부 교수들이 모여서 연구소장(Director)을 선정하고 소장에 의하여 선정된 교수들이 원하는 연구소를 만들어 준다. 이를 하낵의 원리(Harnack principle 보관됨 2014-02-23 - 웨이백 머신)라고 부르는데 이에 따라 막스 플랑크 연구소는 기존 대학연구소와 차별점을 두면서 막스 플랑크 연구소만의 독특한 시스템으로 발전하게 된다.

## 연구소 평가
각 연구소는 2년에 한번씩 외부 인사들로 구성된 그 분야의 전문가들로부터 평가를 받는다. 지난 2년간 어떤 연구를 했으며 앞으로 2년간 어떤 계획을 가지고 연구를 할 것인지 지도교수들의 발표와 학생들의 포스터 발표 등의 시간을 통해서 평가를 받게 된다. 이 평가에 따라서 다음 2년간의 예산이 결정이 된다. 박사후 연구원과 학생들의 생활에 관련된 불만사항도 이 시간을 통해서 이야기된다.